# میشل کنستانتن
میشل کنستانتن (فرانسوی: Michel Constantin‎؛ ۱۳ ژوئیهٔ ۱۹۲۴ – ۲۹ اوت ۲۰۰۳) بازیگر اهل فرانسه بود.
از فیلم‌ها یا برنامه‌های تلویزیونی‌ای که او در آن‌ها نقش داشته‌است می‌توان به قاتلان ویژه، آن قطار زرهی لعنتی، عرق سرد، حفره، نفس دوباره، و تلفن همیشه دو بار زنگ می‌زند!! اشاره کرد.